# 東方文花帖 〜 Shoot the Bullet.
『東方文花帖 〜 Shoot the Bullet.』（とうほうぶんかちょう シュート・ザ・バレット）とは、同人サークル上海アリス幻樂団によって製作された弾幕系シューティングゲームであり、東方Project第9.5弾にあたる作品である。2005年12月30日開催の同人イベント「コミックマーケット69」で販売された。後に同人ショップでの委託販売も行なわれている。
本作はジャンルは弾幕系シューティングとされているが、敵の弾幕を避けて敵を倒すのではなく、「敵と弾幕を写真に撮る」という弾幕撮影ゲームである。書籍『東方文花帖 〜 Bohemian Archive in Japanese Red.』（2005年8月11日発売。以下『文花帖（書籍）』）のゲームパートと位置づけられた作品で、新聞記者で天狗の射命丸文が、取材と称して写真を撮影するという形式をとる。
作者のZUNによれば、元々、当作品のような写真撮影というアイディアは、東方ProjectのWindows版ゲーム作品としては1作目に当たる『東方紅魔郷 〜 the Embodiment of Scarlet Devil.』の制作後から存在しており、それを生かすために「撮影する必然性のあるキャラクター」を登場させるという目的で射命丸文が生まれた。まず射命丸文を『東方花映塚 〜 Phantasmagoria of Flower View.』に登場させ、その後、射命丸文が主人公となる本作品が製作された。当初、ZUNはミニゲームとして『文花帖（書籍）』の付属CD-ROMに収録することを目指したが、開発する時間を取るのが無理だったため断念し、最終的に独立した東方Projectの一作品となった。
本項では、以降は『文花帖（ゲーム）』と称することとする。その他の本項で使用されている東方Project関連の略称については、東方Project#凡例を参照。

## システム
一般的な弾幕系シューティングゲームである『文花帖（ゲーム）』より前の東方Project作品とは、システムが大きく異なる。
『文花帖（ゲーム）』は、被写体と被写体が放つ弾幕を写真撮影するゲームである。各シーン（ステージ）ごとに規定の枚数ノルマが設定されており、制限時間内にそのノルマの分だけ被写体を撮影することでクリアとなる。敵は弾幕を放ってくるので、それを避けながら被写体を撮影することになる。
シーンにはレベルが設定されており、一定条件を満たさないと高レベルのシーンに挑戦することはできない。レベルは1から10とExtraの、計11レベルある。
撮影
撮影するためには「フィルム装填率」を100%にする必要がある。装填率は一定スピードで自動的に上昇していくが、この速度は後述する「超精密移動」によって装填スピードを上げることができる。自機の周囲に表示されるフォーカスフレームを自機の移動によって操作し、撮影ボタンを押すと撮影となる。撮影すると基本的には装填率は0%に戻るが、条件によってはそれより高い装填率から始められる場合もある。
撮影すると、撮影された範囲の弾は消滅する。
定められた条件によって決まる写真の良し悪しで、得点が加算される。既定の点以上を取ったクリアシーンには、射命丸文のコメントが付く。被写体が写真に含まれていない場合は加算対象にならない。
ファインダーモード
装填率が100％の状態で撮影ボタンを押し続けると「ファインダーモード」と呼ばれる状態になる。この状態では自機を操作することが不可能となり（その場に静止する）、代わりにフォーカスフレームを操作する。撮影ボタンを離すと撮影となる。このモードではフォーカスフレームをある程度、前後左右に動かすことができるため、前方に延ばせば少し離れていても被写体を撮影できる。ファインダーモード中は時間経過でフォーカスフレームが狭まって撮影範囲が小さくなり、一定時間経過で時間切れとなり撮影は行われず、フィルムを装填し直す必要が生じる。
低速移動
低速移動ボタンを押すことで低速移動となる。高速移動ではフォーカスフレームがぶれて被写体の方向を向かない場合があるが、低速移動の最中はフォーカスフレームが必ず被写体の方向を向く。
超精密移動
撮影ボタンと低速ボタンを同時押しすると、低速移動よりもさらに移動速度の遅い超精密移動が可能となる。超精密移動は自機がフィルムを高速で巻いているという設定になっているため、その最中はフィルム装填率の上昇が速い。
Extraレベルの上のレベル「号外1」が、パッチを当てることによるバージョンアップで実装される予定だった。数度にわたり開発が予告されたが、最終的には見送られた。『文花帖（ゲーム）』最新バージョンの 1.02a ではレベル「号外1」は選択できるものの、シーンが実装されておらずプレイすることはできない。

## 登場人物
『紅魔郷』から『花映塚』までに新規に登場したほぼ全ての人物が登場している。本作品で初登場となる人物は無い。東方Projectの主人公である博麗霊夢と霧雨魔理沙は『文花帖（ゲーム）』付属の「おまけ.txt」で言及されるのみで、直接ゲーム中には登場しない。
- 自機 - 射命丸文
- 撮影対象 Level 1 - リグル・ナイトバグ、ルーミア
- 撮影対象 Level 2 - チルノ、レティ・ホワイトロック
- 撮影対象 Level 3 - アリス・マーガトロイド、上白沢慧音
- 撮影対象 Level 4 - 鈴仙・優曇華院・イナバ、因幡てゐ、メディスン・メランコリー
- 撮影対象 Level 5 - 紅美鈴、パチュリー・ノーレッジ
- 撮影対象 Level 6 - 橙、魂魄妖夢
- 撮影対象 Level 7 - 十六夜咲夜、レミリア・スカーレット
- 撮影対象 Level 8 - 八雲藍、西行寺幽々子
- 撮影対象 Level 9 - 八意永琳、蓬莱山輝夜
- 撮影対象 Level 10 - 小野塚小町、四季映姫・ヤマザナドゥ
- 撮影対象 Level Ex - フランドール・スカーレット、八雲紫、藤原妹紅、伊吹萃香

## 曲目リスト
1. 天狗の手帖 〜 Mysterious Note
2. 風の循環 〜 Wind Tour
3. 天狗が見ている 〜 Black Eyes
4. 東の国の眠らない夜
5. レトロスペクティブ京都
6. 風神少女